# Kishar
Kishar és una deessa babilònica, la primera dels fills de Tiamat i Apsu. Ella és el principi femení, germana i esposa d'Anshar, el principi masculí, i la mare d'Anu. Kishar representa la terra, com contrapartida a Anshar, el cel, i pot ser vist com una deessa de la mare Terra. Kishar només apareix una vegada en el poema de Enûma Elish, en l'inici de la llegenda èpica, i després, desapareix de la resta de l'acció. Apareix només ocasionalment en altres textos del primer mil·lenni aC, on es pot equiparar amb la deessa Antu.